# Hexadactilia trilobata
Hexadactilia trilobata là một loài bướm đêm thuộc họ Pterophoridae. Nó được tìm thấy ở Queensland và New Guinea. Con đực có sải cánh dài 15 mm.